# Эгино, Висента Хуаристи
Висента Хуаристи Эгино (исп. Vicenta Juaristi Eguino; 3 апреля 1780, Ла-Пас — 14 марта 1857) — боливийская национальная героиня. Наряду с Урсулой Гойсуэтой и Симоной Мансанедой она традиционно включается в число трёх героинь Войны за независимость Боливии.

## Биография
Мать Винсенты умерла при родах, поэтому заботу о ней взял на себя брат Педро Эгино, который воспитывал её в идеалах и чувствах свободы. Она вышла замуж за Родригеса Флореса де Пикона, когда была ещё очень молода. После его кончины от болезни она сочеталась браком с Мариано де Айороа.
В 1809 году Висента решила пожертвовать свою собственность и большое состояние, которое она унаследовала, на дело борьбы за независимость. Вследствие этого её дом служил местом нескольких тайных собраний патриотов. В то время она поддерживала отношения с Хосе Кальдероном-и-Сандхинесом, который сражался вместе с маршалом Сукре в Аякучо и позднее участвовал в подписании Акта в Чукисаке, предоставившего независимость Верхнему Перу (нынешняя Боливия).
Эгино как мятежница неоднократно приговаривалась к тюремному заключению. Генерал Хосе Мануэль де Гойенече сослал её в Куско, оштрафовав на 6000 песо, но позднее она смогла вернуться в Ла-Пас, укрывшись в одном из своих поместий в Рио-Абахо. Испанский интендант Мариано Рикафорт приговорил её к смертной казни, но Эгино сумела избежать смерти благодаря народной поддержке жителей Ла-Паса и вмешательству нескольких лидеров роялистов, которым удалось смягчить её приговор, который был заменён на большой штраф и вечную ссылку в Куско.
18 августа 1825 года, после окончания Войны за независимость Боливии, Висента подарила Симону Боливару золотой ключ от города, а также серебряную гирлянду, усыпанную драгоценными камнями, которую она сделала сама.
Эгино умерла 14 марта 1857 года в возрасте 72 лет. После смерти она удостоилась торжественных похоронных почестей от правительства генерала Хорхе Кордовы. В Ла-Пасе есть площадь, посвящённая её памяти, со статуей Эгино, созданной Виктором Гюго Барренечеа и торжественно открытой 11 декабря 1975 года.